# Anthenea mertoni
Anthenea mertoni är en sjöstjärneart som beskrevs av Jean Baptiste François René Koehler 1910. Anthenea mertoni ingår i släktet Anthenea och familjen Oreasteridae. Inga underarter finns listade i Catalogue of Life.